# Tresivo prenosilo
Tresivo prenosilo ili tresivi transporter je vrsta prenosila koja ima žlijeb koji se giba amo-tamo, pa se materijal zbog inercijske sile (tromosti) kreće uzduž žlijeba. Tresiva prenosila služe za prijenos sipkog i komadnog materijala male veličine, a nekada i velikog komadnog materijala (na primjer odljevaka), na vodoravnim i malo nagnutim putovima. Za okomiti prijenos postoje tresiva prenosila posebne izvedbe. Svojstveno je za sva ta prenosila da se žlijeb napunjen materijalom periodički giba amo-tamo, pa se materijal ubrzava i zbog sile tromosti (inercije) kreće uzduž žlijeba. Tresiva prenosila na kojima materijal za vrijeme prijenosa ne podiže s dna žlijeba nego kliže nazivaju se oscilacijskim prenosilima. Ako se materijal podiže s dna žlijeba i skokovito napreduje po žlijebu, takva se prenosila nazivaju vibracijskim prenosilima. Tresiva prenosila veoma su prikladna za doziranje materijala i kao odvod iz bunkera, a nisu upotrebljiva za ljepljive i veoma vlažne materijale. 

## Oscilacijsko prenosilo
Oscilacijska prenosila rade na osnovu klizanja materijala. Postoje dvije grupe takvih prenosila, koja se razlikuju prema tome da li je pritisak materijala na žlijeb nepromjenjiv i promjenjiv. Oscilacijska prenosila s nepromjenjivim pritiskom materijala imaju žlijeb koji se na valjcima ili kotačima nejednoliko giba naprijed-natrag. Najveće ubrzanje pri gibanju naprijed odabire se tako da sila trenja između žlijeba i materijala bude veća od sile tromosti materijala, pa se materijal ne pomiče po žlijebu, nego se zajedno sa žlijebom giba naprijed. Tek kad se uspori gibanje žlijeba unaprijed ili pri naglom povratnom gibanju, sila tromosti materijala postane veća od sile trenja i materijal se kližući po žlijebu pomiče naprijed. Da bi se mogao upotrijebiti što jednostavniji pogonski mehanizam (na primjer koljenčasti mehanizam sa stalnom ili konstantnom kutnom brzinom), koji ostvaruje jednoliko gibanje naprijed-nazad, izrađuju se oscilacijska prenosila s nepromjenjivim pritiskom materijala na podlogama s malim padom. Takva se prenosila često upotrebljavaju u rudarskim jamama. 
Prenosilo s nepromjenjivim pritiskom materijala ima ograničeno ubrzanje pri kretanju naprijed, pa je i protok materijala tokom jednog pomaka žlijeba relativno malen. Da bi se protok povećao, potrebno je povećati ubrzanje, a to se može postići većim pritiskom materijala na žlijeb, jer je tada i sila trenja između materijala i dna žlijeba veća. Oscilacijska prenosila s promjenjivim pritiskom materijala omogućuju to povećanje pritiska materijala na žlijeb. Žlijeb takvih prenosila giba se koso naprijed prema gore i koso natrag prema dolje. Uz okomitu komponentu ubrzanja pri kretanju žlijeba prema naprijed pritisak djelića materijala težine G na žlijeb iznosi:
{\displaystyle P_{naprijed}=G+{\frac {G}{g}}\cdot a\cdot \sin \beta }
gdje je: g - ubrzanje sile teže, a - ubrzanje žlijeba. Taj pritisak pri kretanju natrag iznosi:
{\displaystyle P_{nazad}=G-{\frac {G}{g}}\cdot a\cdot \sin \beta }
što znači da se pritisak materijala mijenja za vrijeme rada prenosila. Pri kretanju žlijeba prema naprijed poveća se sila trenja što djeluje na promatrani djelić i iznosi:
{\displaystyle F_{tr}=(G+{\frac {G}{g}}\cdot a\cdot \sin \beta )\cdot \mu _{0}}
gdje je: μ0 - koeficijent trenja mirovanja između materijala i žlijeba. Povećanje sile trenja G/g∙a∙sinβ∙μ0 u odnosu na prenosilo s nepromjenjivim pritiskom omogućuje veće ubrzanje pri kretanju naprijed, pa se postižu mnogo veći protoci materijala.
Oscilacijska prenosila s nepromjenjivim pritiskom i oni s promjenjivim pritiskom za koje takozvana karakteristika bacanja zadovoljava uvjet:
{\displaystyle A={\frac {a_{max}\cdot \sin \beta }{g}}<1}
rade na principu klizanja, to jest materijal stalno kliže po žlijebu. Ako je karakteristika bacanja prenosila veća od jedinice, A > 1 (1,2 - 3,5), materijal se odbacuje od žlijeba i skokovito se kreće po žlijebu naprijed. Takva prenosila rade na osnovu bacanja, a nazivaju se vibracijskim prenosilima. 
Maseni protok oscilacijskih prenosila doseže do 300 t/h, a može se odrediti iz izraza:
{\displaystyle I_{m}=3\,600\cdot A\cdot \phi \cdot v_{s}\cdot \rho }
gdje je: A - poprečni presjek žlijeba, φ - stupanj punjenja žlijeba (0,5 - 0,6), vs - srednja brzina kretanja materijala (0,1 - 0,5 m/s), a ρ - nasipna gustoća. Amplituda oscilacija žlijeba iznosi od 50 do 150 mm, frekvencija uzbude (pogonska frekvencija) od 1 do 2 Hz, širina žlijeba 1,6 m (najviše do 4 m), visina materijala u žlijebu do 300 mm, a najveći kut nagiba, odnosno kut uspona 15°.
Kad je kut veći od 3 do 4°, naglo opada učin (kapacitet) oscilacijskih prenosila, pa se zato najčešće upotrebljavaju za male nagibe. 
Za pogon oscilacijskih prenosila služi elektromotor s koljenčastim mehanizmom ili dvoradni zračni cilindar neposredno vezan sa žlijebom. Zbog jednostavne konstrukcije i male visine, oscilacijska prenosila mogu se dobro prilagoditi raspoloživom prostoru. To je i razlog što se oscilacijska prenosila s pneumatskim pogonom često upotrebljavaju u rudarskim jamama. Zbog neprestanog trenja između materijala i žlijeba te jakih dinamičkih naprezanja neuravnoteženih masa, oscilacijska prenosila sve više potiskuju vibracijska prenosila.

## Vibracijsko prenosilo
Vibracijska prenosila rade na osnovu bacanja. Prema oscilacijskim prenosilima imaju male amplitude žlijeba (od 0,05 do 15 mm) i velike frekvencije uzbude (od 5 do 50 Hz pa i više). Mogu prenositi materijal vodoravno ili koso pod kutom uspona ili pada do 15° (rjeđe 20°). 
Vibracijski sustav prenosila sastoji se od nosivog dijela (žlijeba ili cijevi), dijelova za podržavanje, opruga za akumulaciju energije i pogonskog mehanizma. Razlikuju se vibracijski sustavi jedne mase i vibracijski sustavi dviju masa. 
U sustavu jedne mase korisnu masu čine: žlijeb i s njim čvrsto povezan uzbudnik zajedno s materijalom koji leži na žlijebu. Na žlijebu leži približno od 10 do 20% materijala, a od 80 do 90% materijala neprestano lebdi. Korisna je masa pomoću više mekanih opruga od čelika ili gume oslonjena na čvrsti temelj ili nepomični okvir, odnosno obješena je za neku nosivu konstrukciju. Sustavi jedne mase rade najčešće u natkritičnom pogonskom području. Prednost im je u tome što se amplitude žlijeba, frekvencije uzbude i tako dalje jednostavno podešavaju prema pogonskim uvjetima, ali na oslonac djeluju veće dinamičke sile. 
U sustavu dviju masa korisna je masa preko opruga povezana s pomičnim okvirom, kao protumasom, a pomični je okvir preko opruga oslonjen na nepomični okvir ili čvrsti temelj. U vibracijskim prenosilima s dvije cijevi pomični je okvir zamijenjen donjom cijevi iste mase, u kojoj se materijal kreće u istom smjeru kao i u gornjoj cijevi. Sustavi dviju masa rade u potkritičnom i natkritičnom području, ali najčešće blizu rezonancije (rezonantna vibracijska prenosila), pa je zbog toga potrebna veoma mala pogonska snaga. Dinamički su uravnotežena, ali podešavanje pogonskim uvjetima nije tako jednostavno. Osim toga viši su nego sustavi s jednom masom. 
Postoje dva načina podržavanja nosivog dijela (žlijeba ili cijevi). Cijev ili žlijeb podržava se klatnima (njihalo), koja mogu biti izrađena i kao lisnate opruge. Tada žlijeb ima samo jedan stupanj slobode gibanja, to jest žlijeb je prisilno vođen. Ako je žlijeb obješen ili oslonjen pomoću gumenih ili mekanih spiralnih opruga, on ima 6 stupnjeva slobode gibanja, pa zbog toga zahtijeva upravljenu uzbudnu silu. 
Pogonski mehanizam vibracijskog prenosila može biti mehanički, elektromagnetski, pneumatski ili hidraulički.
Koljenčasti pogonski mehanizam radi se s amplitudom žlijeba od 3 do 15 mm i frekvencijom uzbude od 5 do 25 Hz (od 600 do 3 000 kolebanja žlijeba u minuti). Najveći uspon, odnosno pad prenosila s takvim pogonom iznosi od 5 do 10°, a duljina žlijeba od 2 do 50 m. Brzina je kretanja materijala od 0,3 do 0,7 m/s, a maseni protok do 400 t/h. Koljenčasti pogonski mehanizam često se primjenjuje za uravnotežena vibracijska prenosila s dvije cijevi. 
Centrifugalni pogonski mehanizmi mehanički su vibratori. Debalansni centrifugalni pogonski mehanizmi imaju jedan uteg. Centrifugalna sila što nastaje pri okretanju utega prenosi se na nosivi dio prenosila (žlijeb ili cijev) preko ploče pomoću šarnira (okova) i opruge tako da se djelovanje sile prenosi samo u smjeru osi y, to jest djeluje samo komponenta centrifugalne sile Fy. Autobalasni centrifugalni pogonski mehanizmi imaju dva utega, od koji je svaki vezan uz svoj zupčanik koji se okreću u suprotnom smjeru. Zbog toga se centrifugalne sile obaju utega zbrajaju kad padnu u os y, a poništavaju u osi x, pa se na žlijeb prenosi sila 2∙Fy, dok se sile Fx poništavaju. Takvi pogonski mehanizmi izvode se s amplitudom žlijeba od 0,5 do 5 mm i frekvencijom uzbude od 10 do 50 Hz. Najveći uspon, odnosno pad prenosila iznosi od 10 do 15°, a duljina žlijeba od 0,5 do 10 m (najviše do 50 m). Materijal se kreće brzinom od 0,05 do 0,4 m/s. Centrifugalni pogonski mehanizmi omogućuju bešuman rad prenosila. Zbog vibracija vijek je trajanja ležajeva malen.